# Medaille van de Maatschappij tot Redding van Drenkelingen

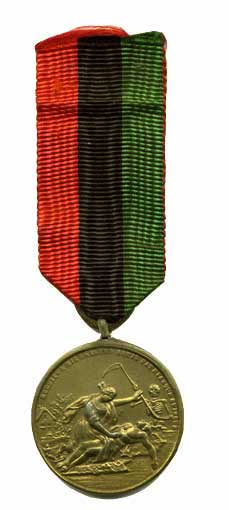
Medaille in brons

De Medaille van de Maatschappij tot Redding van Drenkelingen is de oudste nog bestaande Nederlandse onderscheiding en wordt sinds 1768 verleend. Eerst kregen alleen redders van drenkelingen deze onderscheiding. Later werd ze ook uitgereikt aan hen die door verstikking of  – sinds 1919 – elektrocutie getroffen medemens weten te redden.

## Geschiedenis
De achtergrond was het grote aantal verdrinkingen. Vrijwel niemand kon zwemmen en in de steden met hun talrijke grachten raakte geregeld mensen, al dan niet aangeschoten want er werd veel gedronken, te water.
In de 18e eeuw werd ontdekt dat men ook bij schijnbaar levenloze drenkelingen de levensgeesten weer kon opwekken. Men gebruikte daarvoor geen mond-op-mond beademing maar pakte het probleem letterlijk en figuurlijk van de andere kant aan, tabaksrook die met een tabaksrookklisteer in de anus werd geblazen moest de drenkeling weer tot leven brengen. Op de medaille is dan ook een dergelijke een tabaksrookklisteer afgebeeld. Tegenwoordig is deze methode verouderd en door drenkelingengreep, hartmassage en mond-op-mond beademing vervangen.
- De gouden medaille wordt sinds 1768 door de Maatschappij tot Redding van Drenkelingen toegekend aan hen, die "met gevaar voor eigen leven een schijndode uit gevaar voor verdrinking, verstikking of elektrocutie redt, en daarna op zeer verdienstelijke en deskundige wijze de levensgeesten van de geredde weer opwekt".
- De zilveren medaille wordt sinds 1779 toegekend aan hen, die "bij een schijnbaar verdronkene, verstikte of geëlektrocuteerde schijndode op zeer verdienstelijke en deskundige wijze de levensgeesten weer opwekte",

of
"iemand op verdienstelijke wijze uit gevaar voor verdrinking, verstikking of elektrocutie redde en daarna meehielp aan het opwekken van de levensgeesten".
of
"op zeer verdienstelijke wijze iemand van wie daarna de levensgeesten weer opgewekt zijn, uit gevaar voor verdrinking, verstikking of elektrocutie redde".
- De bronzen medaille kan sinds 1914 worden toegekend "aan hen aan wiens inspanningen voor een belangrijk deel hetzij opwekking van de levensgeesten van een schijnbare verdronkene, verstikte of geëlektrocuteerde schijndode, hetzij de redding van wie daarna de levensgeesten weer zijn opgewekt, toegeschreven moet worden".

Er zijn sinds 1914 behalve medailles ook gouden, zilveren en bronzen diploma's en daaraan verbonden geldprijzen beschikbaar. De legpenning werd in 1909 vervangen door een medaille aan een draaglint. In 1998 keerden de legpenningen weer terug.
Wanneer een redder bij een eerste redding een bronzen of zilveren beloning ontving dan krijgt hij bij een tweede geslaagde reddingspoging een hogere graad van de medaille.
De gouden legpenning en een geldbedrag van ten hoogste tweeënhalf duizend Euro kan als 'bijzondere bekroning' worden toegekend aan een Nederlander voor een publicatie verband houdende met een van de doelstellingen van de Maatschappij.
Tussen 1767 en 1991 is de gouden legpenning acht keer toegekend. De reddingsmedailles worden, zoals in een waterrijk land te verwachten is, vaak toegekend.
Tussen 1767 en 1991 werden volgens het archief van de Maatschappij tot Redding van Drenkelingen 7.535 medailles toegekend: 1.557 maal ging het om een gouden medaille, 4.544 maal was een zilveren medaille op zijn plaats en 1.434 bronzen medailles eerden evenzovele gevallen van reanimatie.

## Medailles

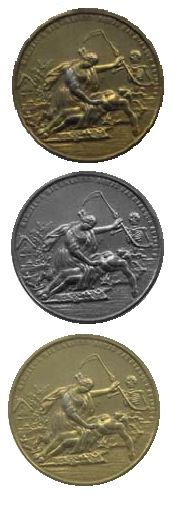
De drie medailles

De door Reinier Vinkeles ontworpen en door de stempelsnijder Johan George Holtshey gesneden medaille is in de afgelopen 240 jaar niet veranderd. De voorzijde toont een allegorische afbeelding waarin de uit het water oprijzende dood, hier voorgesteld als een skelet met zeis, in zijn gruwzame werk gehinderd wordt door een in een wijdvallend gewaad gehulde vrouwenfiguur, de naastenliefde voorstellend, die haar hand op de buik van een in onmacht op de kade liggende, naakte man legt.
Bijzonder zijn de attributen die naast de vrouw zijn neergelegd; tabakslisteerpijp, een flesje met alcohol, een tabakspijp en de schede van een mes tonen ons de instrumenten waarmee men in 1768 drenkelingen reanimeerde.
Rond de afbeelding staat de Latijnse tekst "REDDITUR HIC ENECTUS AQUIS PATRIAEQUE SUISQUE" ("Teruggegeven aan zijn vaderland werd de in wateren bijkans gestorvene").
Ook op de keerzijde staat rond een krans van eikenbladeren een Latijnse tekst; "OB SERVATUM CIVEM.EX DONO SOCIET. AMSTELAED. (I)I)CCLXVII" wat "voor het redden van een burger geschonken door de maatschappij opgericht te Amsterdam in 1767" betekent.

Het middengedeelte biedt ruimte voor een gegraveerde opdracht of de naam van de redder. Ook de datum en de plaats waar de redding plaatsvond ziet men vaak in de medaille gegraveerd.
Legpenningen zijn bij de gedecoreerden minder geliefd dan medailles aan een lint. Net als bij de Medaille van het Carnegie Heldenfonds werd daarom besloten om de medailles, die anders alleen in de kast konden liggen, ook in de vorm van een draagbaar ereteken uit te reiken. In 1909 werd een nieuw stempel vervaardigd en tussen 1910 en 1998 ontvingen de gelauwerde redders ook een medaille met een doorsnede van 21 millimeter aan een lint dat 27 millimeter breed was. Voor het lint koos de maatschappij de kleuren groen, zwart en rood die voor de in de academische wereld gebruikelijke kleur  van de medische faculteit en het wapen van de stad Amsterdam staan.

De Nederlandse regering heeft de medaille nooit erkend en zij komt niet voor op de lijst van onderscheidingen die militairen mogen dragen op hun uniform. Meestal wordt de medaille namens de Maatschappij door een burgemeester uitgereikt.